# Tout de moi
Tout de moi (em português: "Tudo de mim") foi a canção que representou o Mónaco no Festival Eurovisão da Canção 2005 que se realizou em Kiev em 19 de Maio (semifinal) daquele ano.
A canção foi interpretada em francês por Lise Darly. Foi a sexta canção a ser interpretada na noite do evento, a seguir à canção da Letónia "The War Is Not Over", interpretada por Valters & Kaža e antes da canção de Israel "Hasheket Shenish'ar", interpretada por Shiri Maymon's. A canção monegasca terminou em 24.º lugar (entre 25 participantes), tendo recebido no total 22 pontos. No ano seguinte, em 2006, o Mónaco foi representado por Séverine Ferrer, com a canção "La Coco-Dance.

## Autores
- Letrista: Philippe Bosco
- Compositor: Philippe Bosco

## Letra
A canção é uma balada dramática, na qual Darly diz ao seu amante que oferece "tudo de mim" e dizendo-lhe que "tudo já / Lembra-me que eu não sou nada sem você". Darly também gravou uma versão em Inglês da música, intitulada "All of Me".